# Avenida Urmeneta
La avenida Urmeneta es la principal avenida de Limache en la Región de Valparaíso, Chile. Se origina en relación con la Estación Limache y finaliza tras un breve recorrido luego de cruzar perpendicularmente a la Avenida Palmira Romano.
La avenida está ornamentada en toda su extensión con plátanos orientales, que la transforman en un verdadero “túnel verde”. En el año 2003, dentro de un plan de reforestación impulsado por el municipio, se plantó un total de 280 árboles nuevos, pertenecientes al género Catalpa.
Concentra parte importante del comercio de la ciudad, incluyendo importantes cadenas de farmacias, supermercados, servicios, restaurantes y comercio menor. Además, algunos de los principales establecimientos educacionales de la comuna, incluyendo al Liceo de Limache, así como la Biblioteca Pública Josue Waddington, se encuentran en torno a esta arteria vial.